# 마쓰다이라 노부아키라 (오코치 마쓰다이라가)
마쓰다이라 노부아키라(일본어: 松平信明, 1763년 3월 24일 ~ 1817년 9월 26일)는 미카와 요시다 번 제3대 번주를 지냈다. 에도 막부에선 노중, 노중수좌를 맡았다. 마쓰다이라 이즈노카미계 오코치 마쓰다이라가(松平伊豆守系大河内松平家) 제7대 당주.
미카와 요시다 번 선대 번주 마쓰다이라 노부우야의 장남으로 태어났다.
| 전임 마쓰다이라 노부우야 | 제3대 미카와 요시다 번 번주 (오코치 마쓰다이라가) 1770년 ~ 1817년 | 후임 마쓰다이라 노부요리 |

| 전임 공석(미즈노 다다토모) | 에도 막부 소바요닌 1788년 | 후임 혼다 다다카즈 |